# NGC 4489
NGC 4489 је елиптична галаксија у сазвежђу Береникина коса која се налази на NGC листи објеката дубоког неба.
Деклинација објекта је + 16° 45' 33" а ректасцензија 12h 30m 52,2s. Привидна величина (магнитуда) објекта NGC 4489 износи 11,9 а фотографска магнитуда 12,9. Налази се на удаљености од 14,560 милиона парсека од Сунца. NGC 4489 је још познат и под ознакама UGC 7655, MCG 3-32-54, CGCG 99-73, VCC 1321, PGC 41365.